# 메시라노 지르가

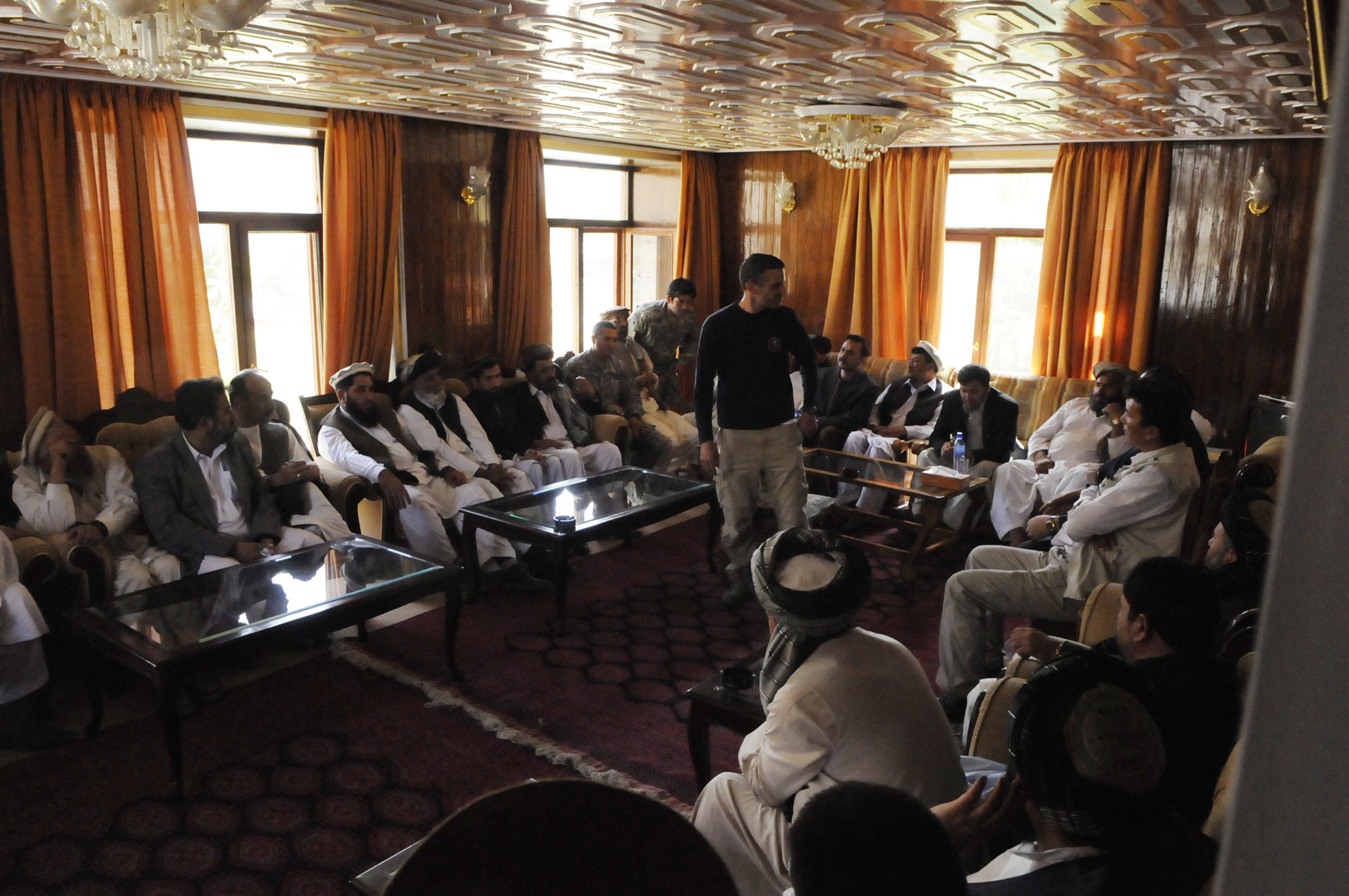

메시라노 지르가(Meshrano Jirga)는 원로들의 회의란 뜻으로 다른 나라의 상원에 해당하며, 월레시 지르가(하원)와 함께 양원제 아프가니스탄 국회를 구성한다.
메시라노 지르가는 법안 제정보다는 주로 조언 역할을 담당하게 되나, 일정한 거부권을 갖는다.

## 의원 선출
메시라노 지르가는 총 102석으로 1/3은 주 의회, 1/3은 군 의회에서 선출하고, 마지막 1/3은 대통령이 지명한다.
즉 주 의회와 군 의회는 34개 주에서 각각 1명씩을 선출하여 메시라노 지르가에 대표를 파견하게 되며, 이때 메시라노 지르가 의원으로 선출된 주 의회 의원은 의원직을 상실하고, 같은 성별의 차점자가 그 직위를 승계한다.
그러나 군 의회 선거는 선거구 획정 문제가 해결되지 않아 무기한 연기된 상태이다.
아프가니스탄 내각은 이 문제를 해결하기 위해 군 의회 선거가 실시될 때까지, 임시로 주 의회가 군 의회 몫(1/3)의 대표를 추가로 지명하도록 결정하였다.